# 费龙 (犹他州)
费龙（英文：Ferron），是美国犹他州埃默里县下属的一座城市。建市于 1877年，面积大约为2.14平方英里（5.5平方公里），海拔约为5,971英尺（1,820米）。根据2010年美国人口普查，该市有人口1,626人。